# LinguaLeo
LinguaLeo — російська освітня платформа для вивчення і практики іноземних мов, побудована на ігровій механіці. Спочатку російськомовний сервіс був потім локалізований для турецького і бразильського ринку, пізніше для іспаномовного ринку Латинської Америки та Іспанії. У 2020 році загальне число мов локалізації продукту зросло до 20 (китайська, гінді, англійська, іспанська, португальська, російська, японська, німецька, корейська, французька, в'єтнамська, італійська, турецька, українська, польська, нідерландська, індонезійська, грецька, чеська, сербська). Станом на грудень 2015 року у Lingualeo було понад 13 мільйонів зареєстрованих користувачів, з них 9 мільйонів в країнах СНД. До січня 2018 року загальна кількість користувачів зросла до 17,5 мільйона. У 2020 році кількість користувачів Lingualeo у всьому світі перевищило 23 мільйони осіб.
Служба доступна на платформі Web, а також через застосунки для iOS, Android і HMS ( AppGallery від Huawei). Продукт існує у вигляді розширення для браузерів: Google Chrome — до 2020 року, і з 2020 року також для Opera, Яндекс.Браузер, Edge, Firefox. Розширення працює для всіх 20 мов служби.
Назва компанії походить від імен її талісмана та ігрового персонажа — левеняти Лео.

## Методика навчання
LinguaLeo називає свій підхід «сім секретів вивчення іноземної мови». Це розуміння мети навчання, задоволення від регулярних занять, робота із живою мовою, наслідування носіям мови й доведення умінь до автоматизму шляхом використання зорової, слухової та моторної пам'яті.
Користувач починає з проходження тесту на знання мови і заповнює список своїх інтересів. На їхній основі LinguaLeo встановлює персональний план навчання, виконання якого в різних категоріях навичок — від сприйняття мови на слух до зростання словникового запасу і числа граматичних помилок — користувач бачить в особистому кабінеті.
LinguaLeo пропонує вивчати мову на цікавих користувачеві матеріалах: аудіокнигах і піснях, відеозаписах або текстах, розміщених у відкритих джерелах або завантажених іншими учасниками. Серед джерел оригінального тексту й аудіо — виступи на конференціях TED, курси освітнього сайту Coursera, тематичні уроки, публікуються в Evernote-блокноті.
Альтернативний варіант — курси на різні теми. На Lingualeo є програми підготовки до ЄДІ та TOEFL, а також курси «Основи маркетингу англійською», «Англійська для IT», «Англійська для туристів» і багато інших.
У процесі користувач може самостійно вибирати незнайомі слова для вправ або використовувати тематичні добірки. Доступні тренування граматики, лексики, читання та аудіювання, особистий словник з асоціаціями та журнал, у якому зазначається прогрес навчання. У 2020 році на службу Web було додане тренування англійської розмовної мови.

## Ігрова модель
У навчанні користувача супроводжує левеня Лео, маскот LinguaLeo. За корисні дії, тренування, активність і платну підписку користувач отримує ігрову валюту — фрикадельки, які Лео з'їдає за додавання нових слів і фраз в особистий словник. Регулярно харчуючись, Лео підвищує свій рівень і робить доступними нові вправи. Платна підписка дає нескінченний запас фрикадельок.

## Бізнес-модель
Lingualeo працює за моделлю freemium: у безплатній версії доступна бібліотека матеріалів (Джунглі, понад 1 000 000 матеріалів 20 мовами), п'ять тематичних курсів, словникові битви й обмежене поповнення особистого словника. За заявою самої компанії, у LinguaLeo близько 2 % користувачів набувають доступ до розширених можливостей служби. За оцінками експертів, залучених РБК, виторг LinguaLeo за 2013 рік був близько 5 млн доларів.
2015 року LinguaLeo запустив службу в іспаномовних країнах, вклавши в переклад і адаптацію матеріалів сумарно близько $60 тисяч, для збільшення аудиторії.